# São Paulo (brazilska savezna država)
São Paulo je savezna država u Brazilu. Ona je glavna industrijska i gospodarska snaga brazilske ekonomije. Ime je dobila prema Svetom Pavlu. São Paulo ima najbrojnije stanovništvo Brazila, najveći industrijski park i tu je centrirana većina brazilske proizvodnje. Glavni grad, São Paulo, je također najveći grad Južne Amerike. Gastronomija i kultura su glavne smjernice ove države. Barretos posjećuju mnogi ljudi za vrijeme manifestacije "Festa do Peão de Boiadeiro" (rodeo). Petar, Lagamar and Brotas su popularne destinacije za ekoturiste i avanturiste. Campos do Jordão ljudi najčešće posjećuju zimi.

## Općine (municípios)
São Paulo se sastoji od 645 općina: Adamantina; Adolfo; Aguaí; Águas da Prata; Águas de Lindóia; Águas de Santa Bárbara; Águas de São Pedro; Agudos; Alambari; Alfredo Marcondes; Altair; Altinópolis; Alto Alegre; Alumínio; Álvares Florence; Álvares Machado; Álvaro de Carvalho; Alvinlândia; Americana; Américo Brasiliense; Américo de Campos; Amparo; Analândia; Andradina; Angatuba; Anhembi; Anhumas; Aparecida; Aparecida d’Oeste; Apiaí; Araçariguama; Araçatuba; Araçoiaba da Serra; Aramina; Arandu; Arapeí; Araraquara; Araras; Arco-Íris; Arealva; Areias; Areiópolis; Ariranha; Artur Nogueira; Arujá; Aspásia; Assis; Atibaia; Auriflama; Avaí; Avanhandava; Avaré; Bady; Bassitt; Balbinos; Bálsamo; Bananal; Barão de Antonina; Barbosa; Bariri; Barra Bonita; Barra do Chapéu; Barra do Turvo; Barretos; Barrinha; Barueri; Bastos; Batatais; Bauru; Bebedouro; Bento de Abreu; Bernardino de Campos; Bertioga; Bilac; Birigui; Biritiba-Mirim; Boa Esperança do Sul; Bocaina; Bofete; Boituva; Bom Jesus dos Perdões; Bom Sucesso de Itararé; Borá; Boracéia; Borborema; Borebi; Botucatu; Bragança Paulista; Braúna; Brejo Alegre; Brodowski; Brotas; Buri; Buritama; Buritizal; Cabrália Paulista; Cabreúva; Caçapava; Cachoeira Paulista; Caconde; Cafelândia; Caiabu; Caieiras; Caiuá; Cajamar; Cajati; Cajobi; Cajuru; Campina do Monte Alegre; Campinas; Campo Limpo Paulista; Campos do Jordão; Campos Novos Paulista; Cananéia; Canas; Cândido Mota; Cândido Rodrigues; Canitar; Capão Bonito; Capela do Alto; Capivari; Caraguatatuba; Carapicuíba; Cardoso; Casa Branca; Cássia dos Coqueiros; Castilho; Catanduva; Catiguá; Cedral; Cerqueira César; Cerquilho; Cesário Lange; Charqueada; Chavantes; Clementina; Colina; Colômbia; Conchal; Conchas; Cordeirópolis; Coroados; Coronel Macedo; Corumbataí; Cosmópolis; Cosmorama; Cotia; Cravinhos; Cristais Paulista; Cruzália; Cruzeiro; Cubatão; Cunha; Descalvado; Diadema; Dirce Reis; Divinolândia; Dobrada; Dois Córregos; Dolcinópolis; Dourado; Dracena; Duartina; Dumont; Echaporã; Eldorado; Elias Fausto; Elisiário; Embaúba; Embú das Artes; Embu-Guaçu; Emilianópolis; Engenheiro Coelho; Espírito Santo do Pinhal; Espírito Santo do Turvo; Estiva Gerbi; Estrela d’Oeste; Estrela do Norte; Euclides da Cunha Paulista; Fartura; Fernando Prestes; Fernandópolis; Fernão; Ferraz de Vasconcelos; Flora Rica; Floreal; Florínia; Flórida Paulista; Franca; Francisco Morato; Franco da Rocha; Gabriel Monteiro; Gália; Garça; Gastão Vidigal; Gavião Peixoto; General Salgado; Getulina; Glicério; Guaiçara; Guaimbê; Guaíra; Guapiaçu; Guapiara; Guará; Guaraçaí; Guaraci; Guarani d’Oeste; Guarantã; Guararapes; Guararema; Guaratinguetá; Guareí; Guariba; Guarujá; Guarulhos; Guatapará; Guzolândia; Herculândia; Holambra; Hortolândia; Iacanga; Iacri; Iaras; Ibaté; Ibirá; Ibirarema; Ibitinga; Ibiúna; Icém; Iepê; Igaraçu do Tietê; Igarapava; Igaratá; Iguape; Ilha Comprida; Ilha Solteira; Ilhabela; Indaiatuba; Indiana; Indiaporã; Inúbia Paulista; Ipauçu; Iperó; Ipeúna; Ipiguá; Iporanga; Ipuã; Iracemápolis; Irapuã; Irapuru; Itaberá; Itaí; Itajobi; Itaju; Itanhaém; Itaóca; Itapecerica da Serra; Itapetininga; Itapeva; Itapevi; Itapira; Itapirapuã Paulista; Itápolis; Itaporanga; Itapuí; Itapura; Itaquaquecetuba; Itararé; Itariri; Itatiba; Itatinga; Itirapina; Itirapuã; Itobi; Itu; Itupeva; Ituverava; Jaborandi; Jaboticabal; Jacareí; Jaci; Jacupiranga; Jaguariúna; Jales; Jambeiro; Jandira; Jardinópolis; Jarinu; Jaú; Jeriquara; Joanópolis; João Ramalho; José Bonifácio; Júlio Mesquita; Jumirim; Jundiaí; Junqueirópolis; Juquiá; Juquitiba; Lagoinha; Laranjal Paulista; Lavínia; Lavrinhas; Leme; Lençóis Paulista; Limeira; Lindóia; Lins; Lorena; Lourdes; Louveira; Lucélia; Lucianópolis; Luís Antônio; Luiziânia; Lupércio; Lutécia; Macatuba; Macaubal; Macedônia; Magda; Mairinque; Mairiporã; Manduri; Marabá Paulista; Maracaí; Marapoama; Mariápolis; Marília; Marinópolis; Martinópolis; Matão; Mauá; Mendonça; Meridiano; Mesópolis; Miguelópolis; Mineiros do Tietê; Mira Estrela; Miracatu; Mirandópolis; Mirante do Paranapanema; Mirassol; Mirassolândia; Mococa; Mogi Guaçu; Mogi das Cruzes; Moji-Mirim; Mombuca; Monções; Mongaguá; Monte Alegre do Sul; Monte Alto; Monte Aprazível; Monte Azul Paulista; Monte Castelo; Monte Mor; Monteiro Lobato; Morro Agudo; Morungaba; Motuca; Murutinga do Sul; Nantes; Narandiba; Natividade da Serra; Nazaré Paulista; Neves Paulista; Nhandeara; Nipoã; Nova Aliança; Nova Campina; Nova Canaã Paulista; Nova Castilho; Nova Europa; Nova Granada; Nova Guataporanga; Nova Independência; Nova Luzitânia; Nova Odessa; Novais; Novo Horizonte; Nuporanga; Ocauçu; Óleo; Olímpia; Onda Verde; Oriente; Orindiúva; Orlândia; Osasco; Oscar Bressane; Osvaldo Cruz; Ourinhos; Ouro Verde; Ouroeste; Pacaembu; Palestina; Palmares Paulista; Palmeira d’Oeste; Palmital; Panorama; Paraguaçu Paulista; Paraibuna; Paraíso; Paranapanema; Paranapuã; Parapuã; Pardinho; Pariquera-Açu; Parisi; Patrocínio Paulista; Paulicéia; Paulínia; Paulistânia; Paulo de Faria; Pederneiras; Pedra Bela; Pedranópolis; Pedregulho; Pedreira; Pedrinhas Paulista; Pedro de Toledo; Penápolis; Pereira Barreto; Pereiras; Peruíbe; Piacatu; Piedade; Pilar do Sul; Pindamonhangaba; Pindorama; Pinhalzinho; Piquerobi; Piquete; Piracaia; Piracicaba; Piraju; Pirajuí; Pirangi; Pirapora do Bom Jesus; Pirapozinho; Pirassununga; Piratininga; Pitangueiras; Planalto; Platina; Poá; Poloni; Pompéia; Pongaí; Pontal; Pontalinda; Pontes Gestal; Populina; Porangaba; Porto Feliz; Porto Ferreira; Potim; Potirendaba; Pracinha; Pradópolis; Praia Grande; Pratânia; Presidente Alves; Presidente Bernardes; Presidente Epitácio; Presidente Prudente; Presidente Venceslau; Promissão; Quadra; Quatá; Queiroz; Queluz; Quintana; Rafard; Rancharia; Redenção da Serra; Regente Feijó; Reginópolis; Registro; Restinga; Ribeira; Ribeirão Bonito; Ribeirão Branco; Ribeirão Corrente; Ribeirão do Sul; Ribeirão dos Índios; Ribeirão Grande; Ribeirão Pires; Ribeirão Preto; Rifaina; Rincão; Rinópolis; Rio Claro; Rio das Pedras; Rio Grande da Serra; Riolândia; Riversul; Rosana; Roseira; Rubiácea; Rubinéia; Sabino; Sagres; Sales; Sales Oliveira; Salesópolis; Salmourão; Saltinho; Salto; Salto de Pirapora; Salto Grande; Sandovalina; Santa Adélia; Santa Albertina; Santa Bárbara d’Oeste; Santa Branca; Santa Clara d’Oeste; Santa Cruz da Conceição; Santa Cruz da Esperança; Santa Cruz das Palmeiras; Santa Cruz do Rio Pardo; Santa Ernestina; Santa Fé do Sul; Santa Gertrudes; Santa Isabel; Santa Lúcia; Santa Maria da Serra; Santa Mercedes; Santa Rita d’Oeste; Santa Rita do Passa Quatro; Santa Rosa de Viterbo; Santa Salete; Santana da Ponte Pensa; Santana de Parnaíba; Santo Anastácio; Santo André; Santo Antônio da Alegria; Santo Antônio de Posse; Santo Antônio do Aracanguá; Santo Antônio do Jardim; Santo Antônio do Pinhal; Santo Expedito; Santópolis do Aguapeí; Santos; São Bento do Sapucaí; São Bernardo do Campo; São Caetano do Sul; São Carlos; São Francisco; São João da Boa Vista; São João das Duas Pontes; São João de Iracema; São João do Pau d’Alho; São Joaquim da Barra; São José da Bela Vista; São José do Barreiro; São José do Rio Pardo; São José do Rio Preto; São José dos Campos; São Lourenço da Serra; São Luís do Paraitinga; São Manuel; São Miguel Arcanjo; São Paulo; São Pedro; São Pedro do Turvo; São Roque; São Sebastião; São Sebastião da Grama; São Simão; São Vicente; Sarapuí; Sarutaiá; Sebastianópolis do Sul; Serra Azul; Serra Negra; Serrana; Sertãozinho; Sete Barras; Severínia; Silveiras; Socorro; Sorocaba; Sud Mennucci; Sumaré; Suzanápolis; Suzano; Tabapuã; Tabatinga; Taboão da Serra; Taciba; Taguaí; Taiaçu; Taiúva; Tambaú; Tanabi; Tapiraí; Tapiratiba; Taquaral; Taquaritinga; Taquarituba; Taquarivaí; Tarabai; Tarumã; Tatuí; Taubaté; Tejupá; Teodoro Sampaio; Terra Roxa; Tietê; Timburi; Torre de Pedra; Torrinha; Trabiju; Tremembé; Três Fronteiras; Tuiuti; Tupã; Tupi Paulista; Turiúba; Turmalina; Ubarana; Ubatuba; Ubirajara; Uchoa; União Paulista; Urânia; Uru; Urupês; Valentim Gentil; Valinhos; Valparaíso; Vargem; Vargem Grande do Sul; Vargem Grande Paulista; Várzea Paulista; Vera Cruz; Vinhedo; Viradouro; Vista Alegre do Alto; Vitória Brasil; Votorantim; Votuporanga; Zacarias.

## Promet
- SP-171, je važna autocesta u federalnoj državi